# 多摩湖町
多摩湖町（たまこちょう）は、東京都東村山市の町名。現行行政地名は多摩湖町一丁目から多摩湖町四丁目。郵便番号189-0026。

## 地理
東村山市の西部に位置する。東から時計回りに、東村山市野口町、東村山市廻田町、東大和市多摩湖、埼玉県所沢市山口、所沢市荒幡、所沢市松が丘、東村山市諏訪町、に隣接する。

村山貯水池沿岸に位置する。

### 河川
- 北川（後川）

## 交通

### 鉄道
| 街区内に存在する駅                                                                                |
| ------------------------------------------------------------------------------------------------- |
| 西武園線 - 西武園駅（SK 06） 西武多摩湖線 西武山口線（レオライナー） - 多摩湖駅（ST 07）（SY 01） |

### バス
- 西武バス立川営業所…周辺の路線を運行している。

### 道路
- 東京都道253号保谷狭山自然公園自転車道線
- 宅部通り
- 赤坂道　ｰｰｰ (武蔵大和周辺〜所沢市県境付近)

## 施設

### 多摩湖町三丁目
- 多摩湖駅
- 狭山公園

### 多摩湖町四丁目
- 西武園駅